# 張紞
張 紞（ちょう たん、生年不詳 - 1402年）は、明代の官僚。字は昭季、号は鶠庵。本貫は耀州富平県。

## 生涯
張月川の子として生まれた。洪武年間、明経に挙げられ、東宮侍書に任じられた。1379年（洪武12年）12月、通政司左参議となった。1382年（洪武15年）2月、雲南が平定されると、張紞は雲南左参政として出向した。辞去にあたって、洪武帝が賦した詩2章を賜った。11月、雲南右布政使に進んだ。1384年（洪武17年）11月、雲南左布政使となった。1387年（洪武20年）春、南京に入朝すると、その統治は天下第一と表彰され、璽書を賜った。張紞は雲南にあること17年、土地の貢賦や法令条格を全て裁定した。民間の喪祭冠婚には少数民族の制度が定着していたが、張紞はその風俗を中国風に変更しようとつとめた。朝士の董倫や王景らが雲南に流されてくると、張紞はいずれも礼遇した。
1398年（洪武31年）12月、張紞は建文帝に召し出されて吏部尚書となった。『太祖実録』の編纂にあたって、翰林院の編纂官を試験するよう建文帝に命じられ、張紞は楊士奇を第一に上奏した。
1402年（建文4年）6月、燕王朱棣が南京に入ると、建文年間の奸臣29人が登録され、張紞もこれに列記された。茹瑺の進言により、赦されて吏部尚書の職にとどめられた。まもなく朱棣は朝廷で建文年間の官制改革をとがめた。7月、張紞と戸部尚書の王鈍の職務を解き、半分の俸給で南京にとどめた。張紞は恐れて、吏部後堂で首を吊って自殺した。妻子は連れ立って池の中に身を投げて死んだ。著書に『雲南機務鈔黄』1巻・『鶠庵集』1巻があった。